# Wellisch Sándor
Wellisch Sándor (Pest, 1855. január 22. – Budapest, 1931. november 20.) zsidó származású magyar építész és építőmester.

## Élete
Wellisch Fülöp (1823–1893) és Tedeskó Rozália (1828–1915) fiaként született zsidó vallású családban. Fivérével, Wellisch Gyulával (1859–1940) számos budapesti épület kivitelezését vezette, de több önálló épületük is megvalósult. Másik fivére, Wellisch Hugó (1860–1918) szintén az építőiparban dolgozott. Felesége Maler Hermina.
Tizenhat éves korában Kéler Napóleon építőmesternél munkába szegődött. Rendkívül eszes fiú volt és különösen jó matematikus, aki az építőmesterséghez tisztára autodidaktikus uton jutott el. Testvéröccsével, Wellisch Gyula okleveles építészmérnökkel 26 éves korában társult és megalapította a Wellisch Sándor és Gyula építőmesteri céget, amely szervesen tartozott hozzá Budapest építészeti és ipari fejlődéséhez. Legelső munkája az Erzsébet szeretetház kibővítése volt. Ezt követték nagy számban különböző állami és városi középületek. Ez a cég végezte el a Poliklinika építőmesteri munkáit, az Iparművészeti Múzeumot, sok bankpalota, áruház, gyártelepek és bérházak végnélküli építőmunkáit. Puritán jellemét, nemes gondolkodását kortársai mindvégig szeretettel ismerték el: több, mint 50 évig volt az Építőmesterek Ipartestületének tagja. Az utóbbi éveket visszavonultságban töltötte, de ekkor is minden tehetségével segítségére volt a segítségre szorulók sajnálatosan nagy számának. Temetésén pályatársai és különösen volt alkalmazottai közül igen sokan jelentek meg, hogy tiszteletük és hálájuk adóját lerójják az őszinte jóbarát és a tanítómester iránt.
Az építészpáros síremlékeket is tervezett, ezek beazonosítása azonban még várat magára.

## Ismert épületei (Wellisch Gyulával közös alkotások)
- 1886: lakóház, Budapest, Rottenbiller u. 24.
- 1886–1888: lakóház, Budapest, Erzsébet körút 10–12.[9]
- 1887: Rosenberg-bérház, Budapest, Nagymező u. 7. / Paulay Ede u. 53.[10]
- 1887: Erzsébetvárosi Tejüzem, Budapest, Rottenbiller u. 31.[11]
- 1888–1889: Stern-bérház, Budapest, Teréz körút 23.[12]
- 1891: Wellisch-bérház, Budapest, Báthory u. 20.[13]
- 1892: Wellisch Sándor és Gyula bérháza, Budapest, Vörösmarty utca 58/a.[14]
- 1894–1896: John Fowler & Co. Székház, Budapest, Budaörsi út 101.[15]
- 1895: Tafler-bérház, Budapest, Ferenc körút 24.[16]
- 1895: lakóház, Budapest, Dob utca 31. / Kazinczy u. 33.[17]
- 1898: Pozsonyi Aladár és Quittner Zsigmond építész bérháza, Budapest, Margit körút 4. / Frankel Leó út 13.
- 1904: Klein-bérház, Budapest, Vértanúk tere 2.

### Épületrészletek
- 1887: a Kehrer-Sternhal-bérház erkélyei, Budapest, József nádor tér 12. (az épület tervezte: Fellner Sándor)[18]
- 1918: a Victoria-malom emeletbővítései és toldaléképületei, Budapest, Kárpát utca 38-46.[19]

### Csak kivitelezőként
- 1885: Müller-bérház, Budapest, Teréz körút 6. (tervezte: Wellisch Alfréd)[20]
- 1891: Svadló-bérház, Budapest, József körút 17. (tervezte: Illés Gyula)[21]
- 1894–1895: A Kozma utcai izraelita temető ravatalozója, Budapest, Kozma utca 6. (tervezte: Freund Vilmos)
- 1896: a millenniumi ünnepségek Fővárosi Pavilonja, Budapest, Városliget (tervezte: a fővárosi mérnöki hivatal)[22][23] – a kiállítás végén lebontásra került
- 1898: lakóház, Budapest, Frankel Leó út 10. (tervezte: Schmidt Ferenc)[24]
- 1901–1903: Wellisch Sándor és Gyula bérháza, Budapest, Szent Gellért tér 3. / Bartók Béla út 2. / Budafoki út 1. (tervezte: Sterk Izidor)[25]
- 1905: Poliklinika (ma: Szövetség utcai Kórház), Budapest, Szövetség u. 14. (tervezte: Korb Flóris)[26]
- ?: lakóépület, Budapest, Török utca 10. (tervező: ?)[27]

## Képtár

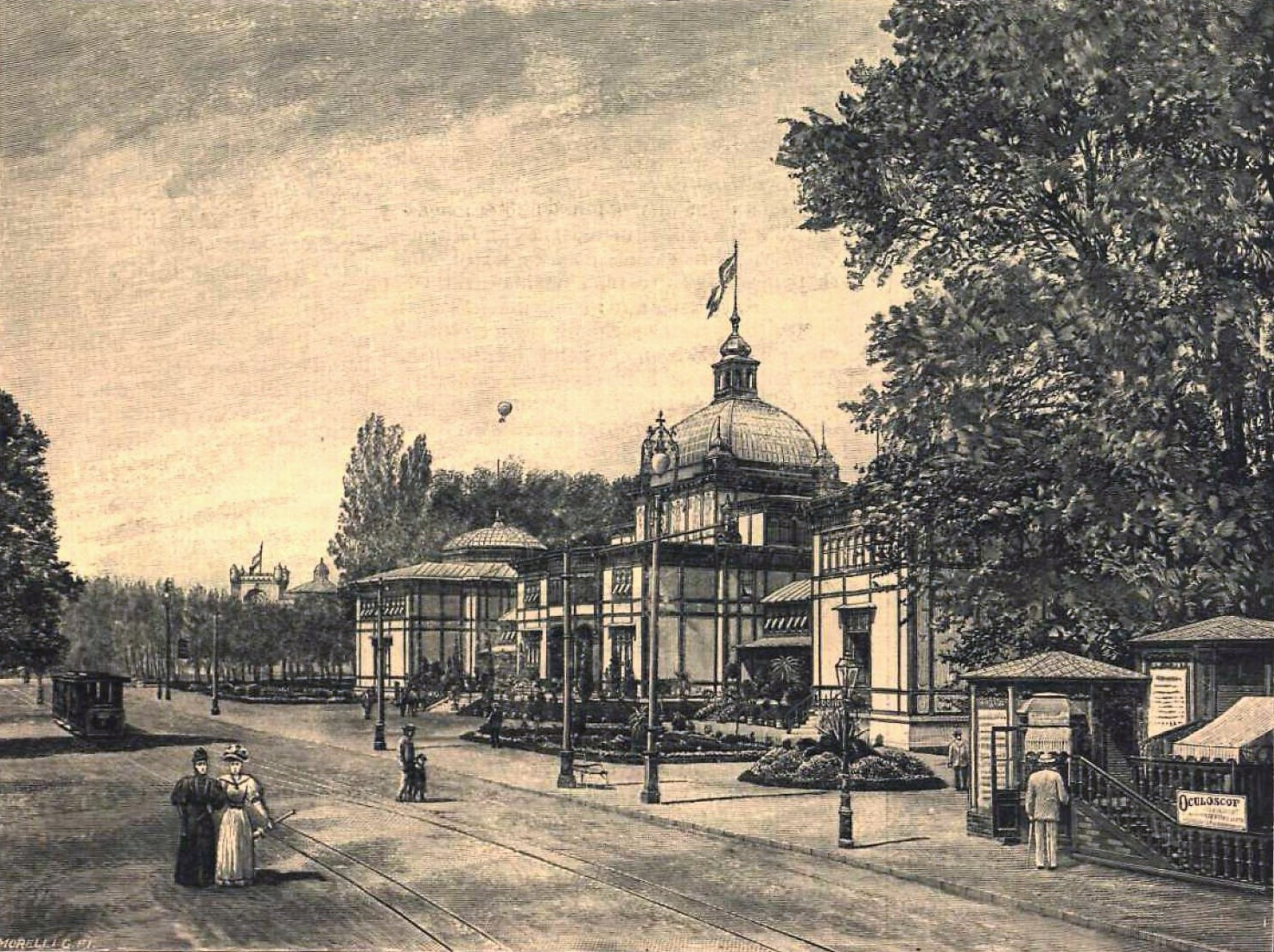
a millenniumi ünnepségek Fővárosi Pavilonja
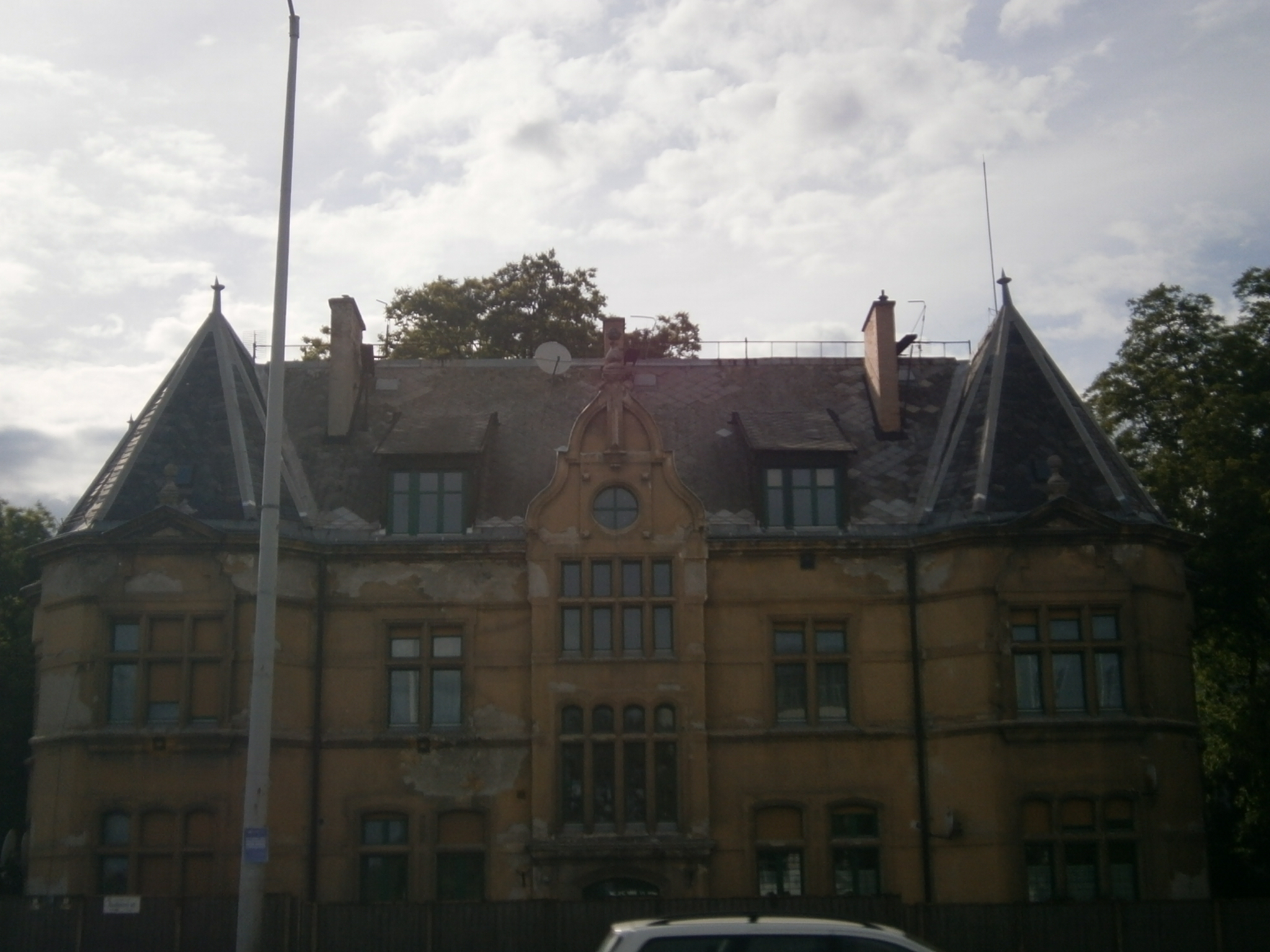
John Fowler & Co. Székház
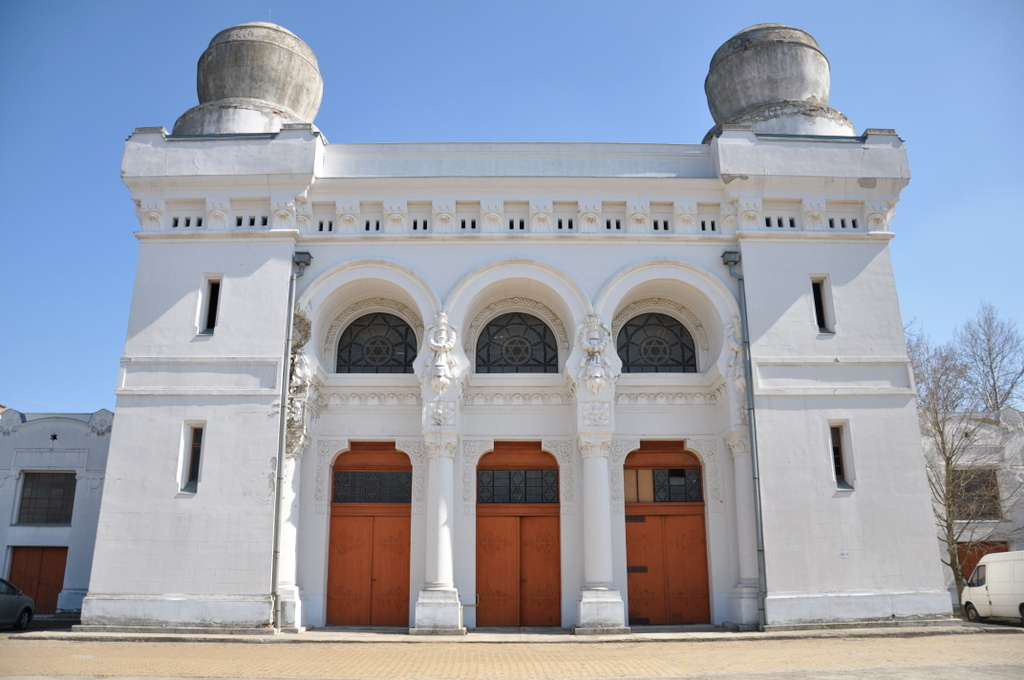
A Kozma utcai izraelita temető ravatalozója
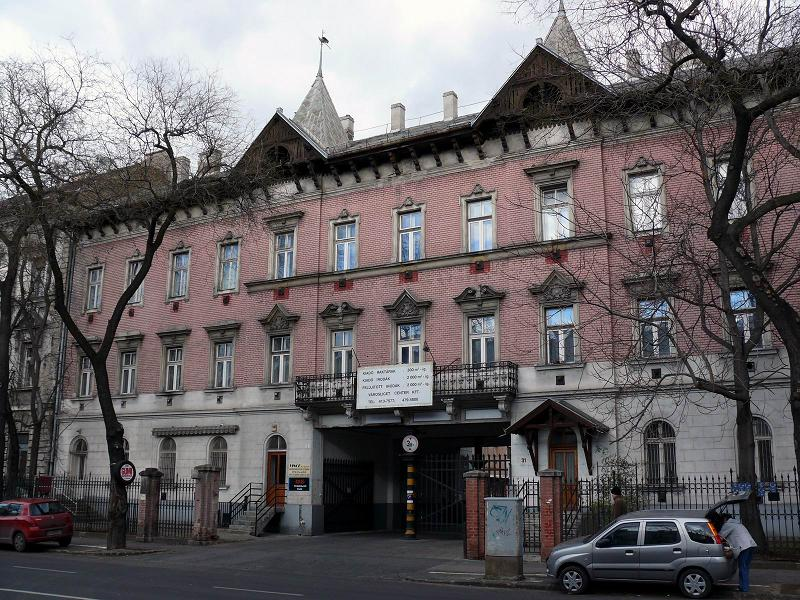
Erzsébetvárosi Tejüzem
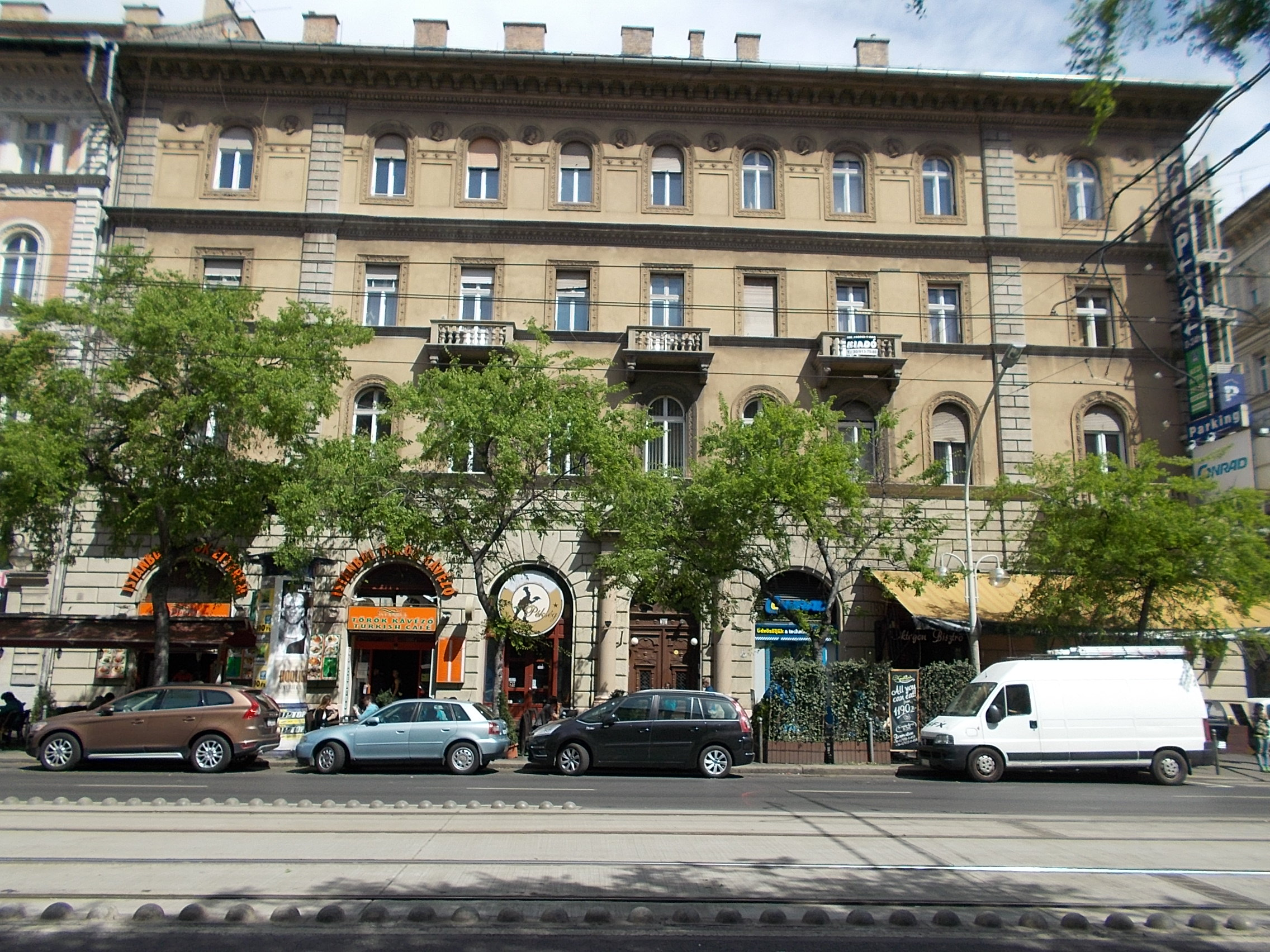
Stern-bérház
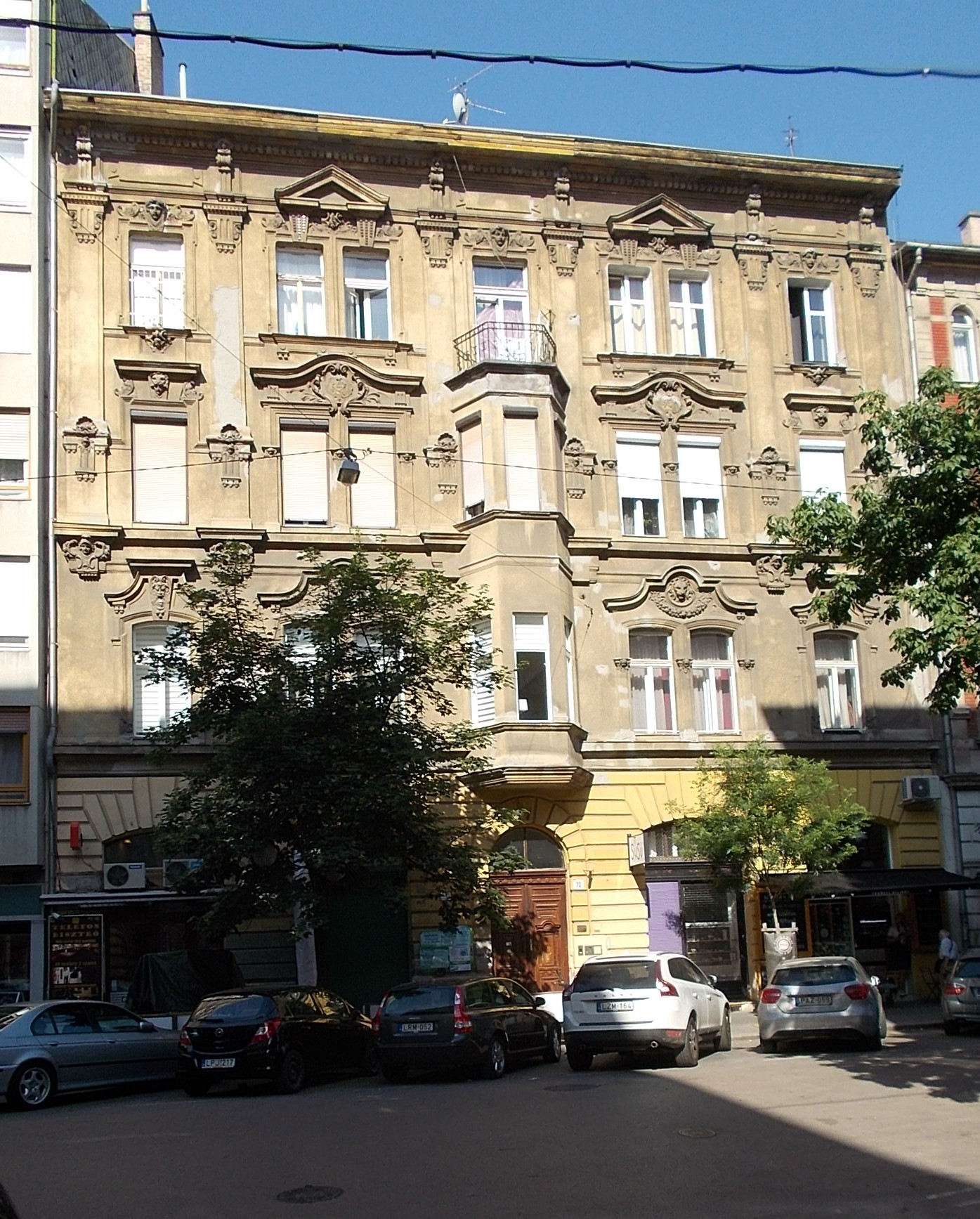
Frankel Leó út 10.
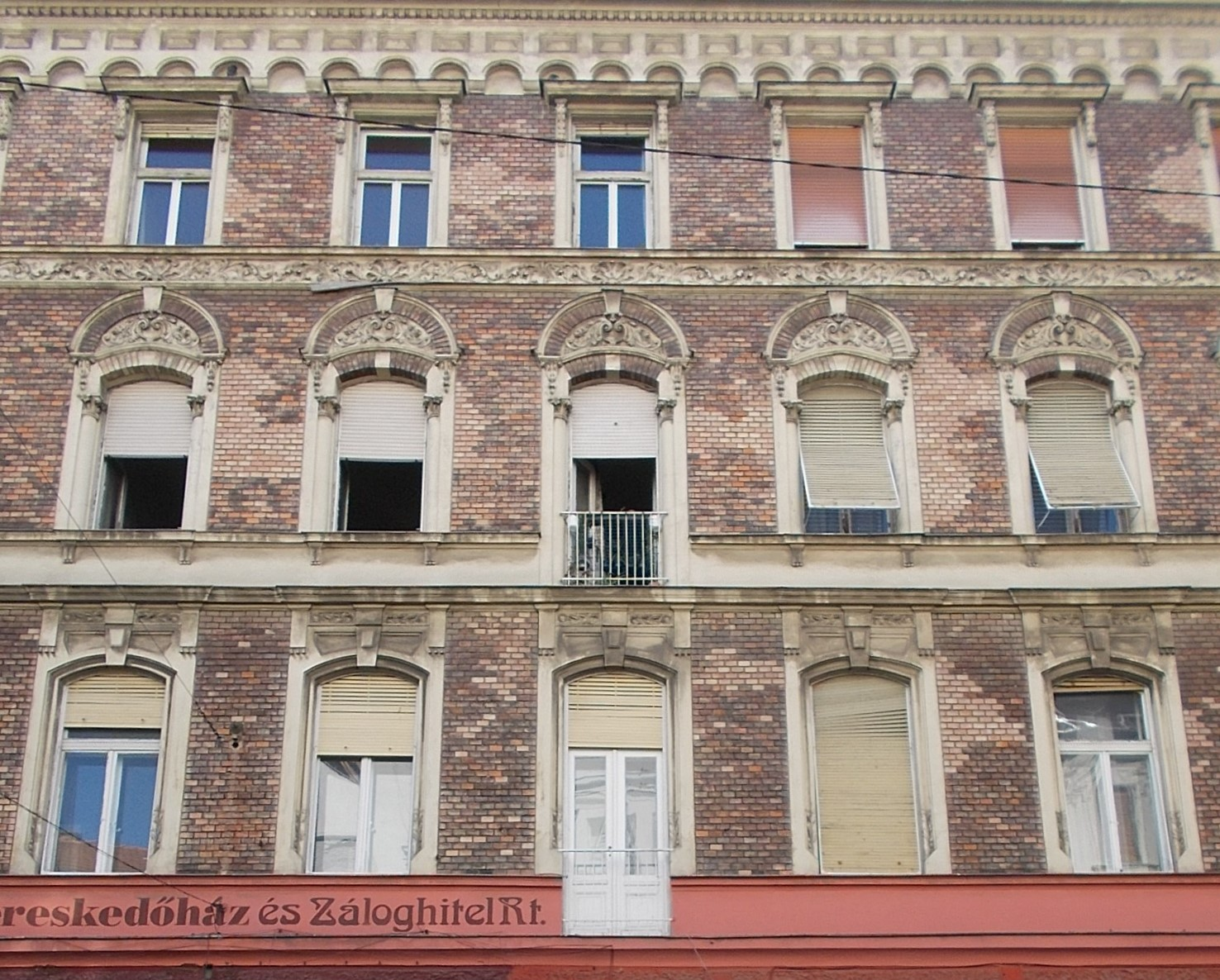
Pozsonyi Aladár és Quittner Zsigmond építész bérháza
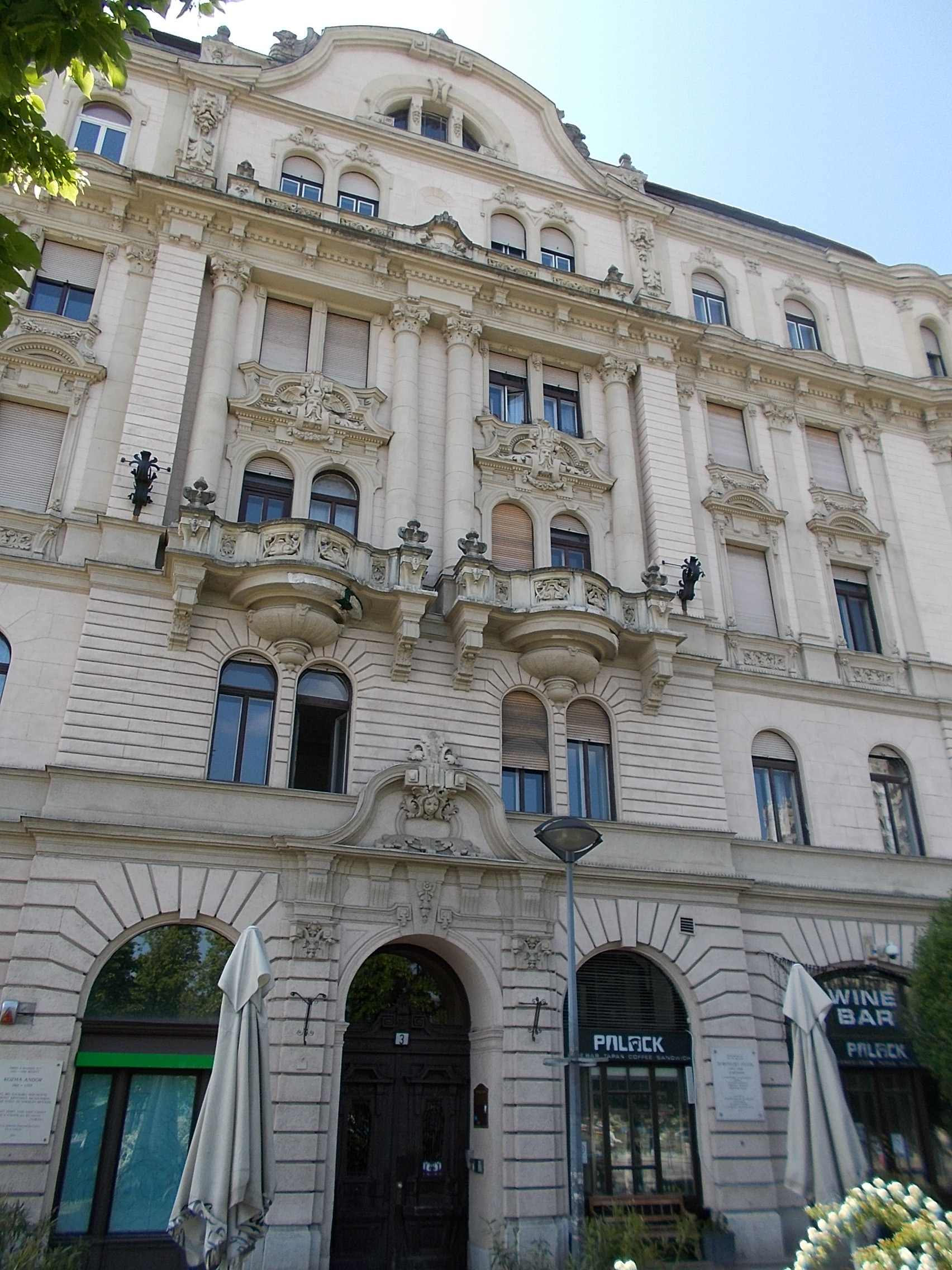
Wellisch Sándor és Gyula bérháza
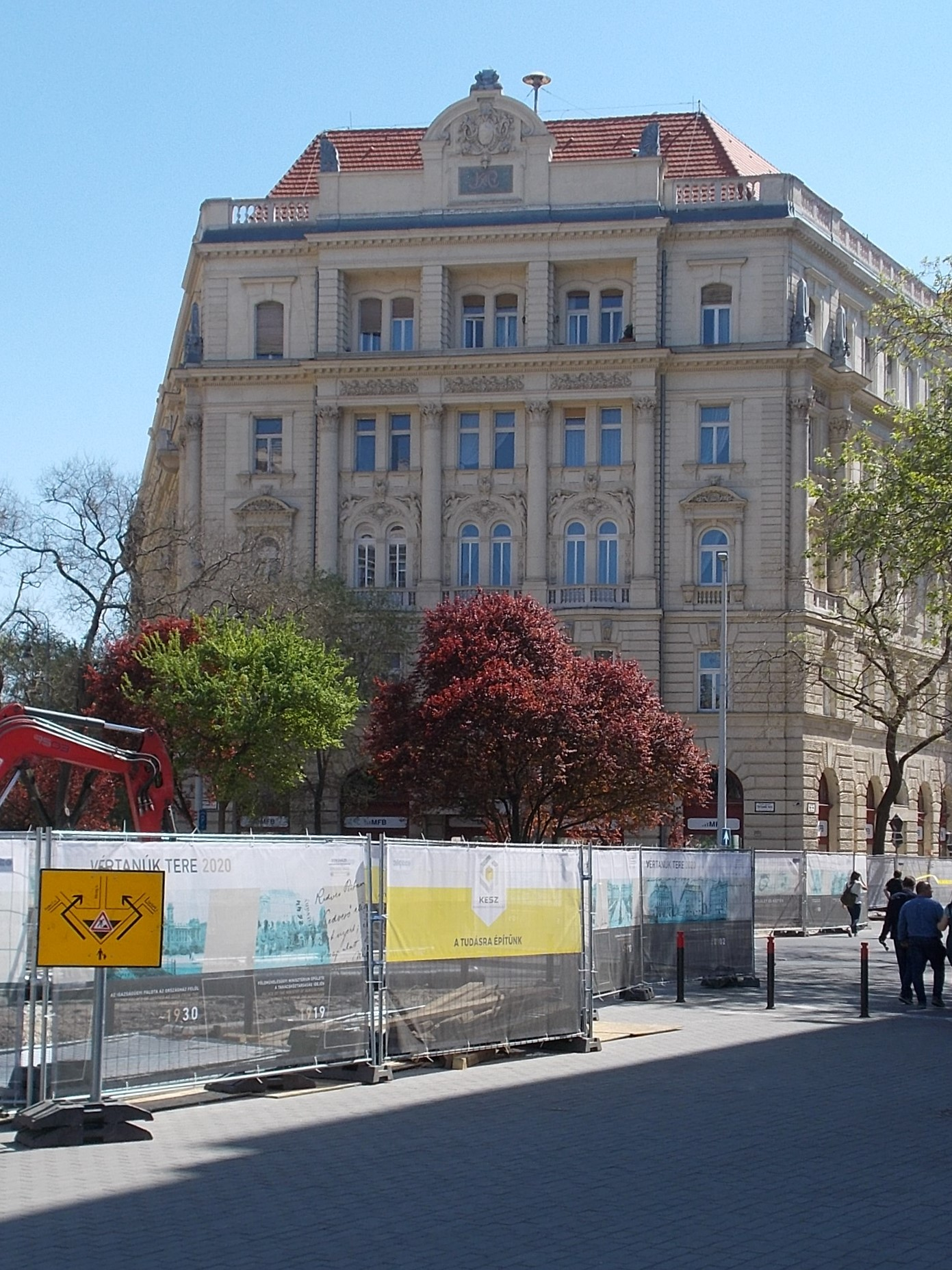
Klein-bérház